# Скиавон
Скиаво̀н (на италиански: Schiavon; на венециански: S-cion, С-чон) е малко градче и община в Северна Италия, провинция Виченца, регион Венето. Разположено е на 74 m надморска височина. Населението на общината е 2627 души (към 2015 г.).